# Allar Raja
Allar Raja (* 22. června 1983 Sindi) je estonský veslař, specialista na párové disciplíny. Měří 189 cm a váží 80 kg, absolvoval policejní akademii a je členem klubu Pärnu Sõudekeskus Kalev. Veslařem byl také jeho otec Arvi Raja.
Poprvé reprezentoval na juniorském mistrovství světa v roce 2000. V roce 2004 se stal mistrem Estonska na skifu. Na seniorském mistrovství světa ve veslování debutoval v roce 2005. Získal čtyři bronzové medaile, s párovou čtyřkou v letech 2006, 2015 a 2017 a na dvojskifu s Kasparem Taimsem v roce 2009. Je čtyřnásobným mistrem Evropy, v letech 2008, 2012 a 2016 vyhrál s párovou čtyřkou a v roce 2009 na dvojskifu. Na kontinentálním šampionátu získal také dvě stříbrné medaile (2010 a 2011) a jeden bronz (2021). V roce 2008 vyhrál s estonskou párovou čtyřkou Henleyskou regatu. V roce 2021 zvítězil v závodě Světového poháru na chorvatském jezeře Jarun.
Na olympiádě startoval čtyřikrát, pokaždé s párovou čtyřkou. V roce 2008 byl devátý, v roce 2012 čtvrtý, v roce 2016 získal bronzovou medaili a v roce 2020 obsadili estonští veslaři šesté místo. V roce 2024 byl členem párové čtyřky, která si na kvalifikační regatě zajistila účast na pařížské olympiádě.
Čtyřikrát získal se svojí posádkou cenu pro estonský sportovní tým roku (2009, 2012, 2015 a 2016). Byl mu udělen Řád biskupa Platona a Řád bílé hvězdy. Působí v komisi sportovců Estonského olympijského výboru.